# Alstom Citadis
El Citadis és una família de tramvies de pis baix construït per Alstom a La Rochelle (França) i Barcelona. Un disseny estàndard i modular li permet incrementar la capacitat de transport de passatgers augmentant la seva longitud de 30 a 50 metres. També permet la personalització, sent adaptable als gustos i necessitats del client. La família Citadis inclou tramvies parcialment de pis baix i tramvies 100% de pis baix, en versions amb tres, cinc i set mòduls. Actualment més de 1140 vehicles Citadis s'utilitzen en 28 ciutats tals com: Bordeus, Lió, Montpeller, Orleans, la zona de París, Barcelona, Dublín, Madrid, Tenerife, Melbourne i Rotterdam. Entre els nous clients es troben la ciutat d'Istanbul, amb una comanda de 30 unitats, i Alger, on Alstom subministrarà 41 tramvies Citadis per a la seva primera línia de tramvia que unirà el centre amb els nous barris de l'est.

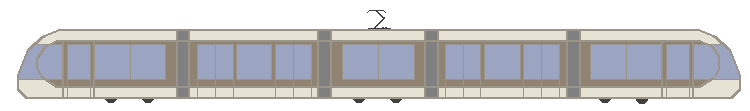
Tramvia Citadis 302.

## Models

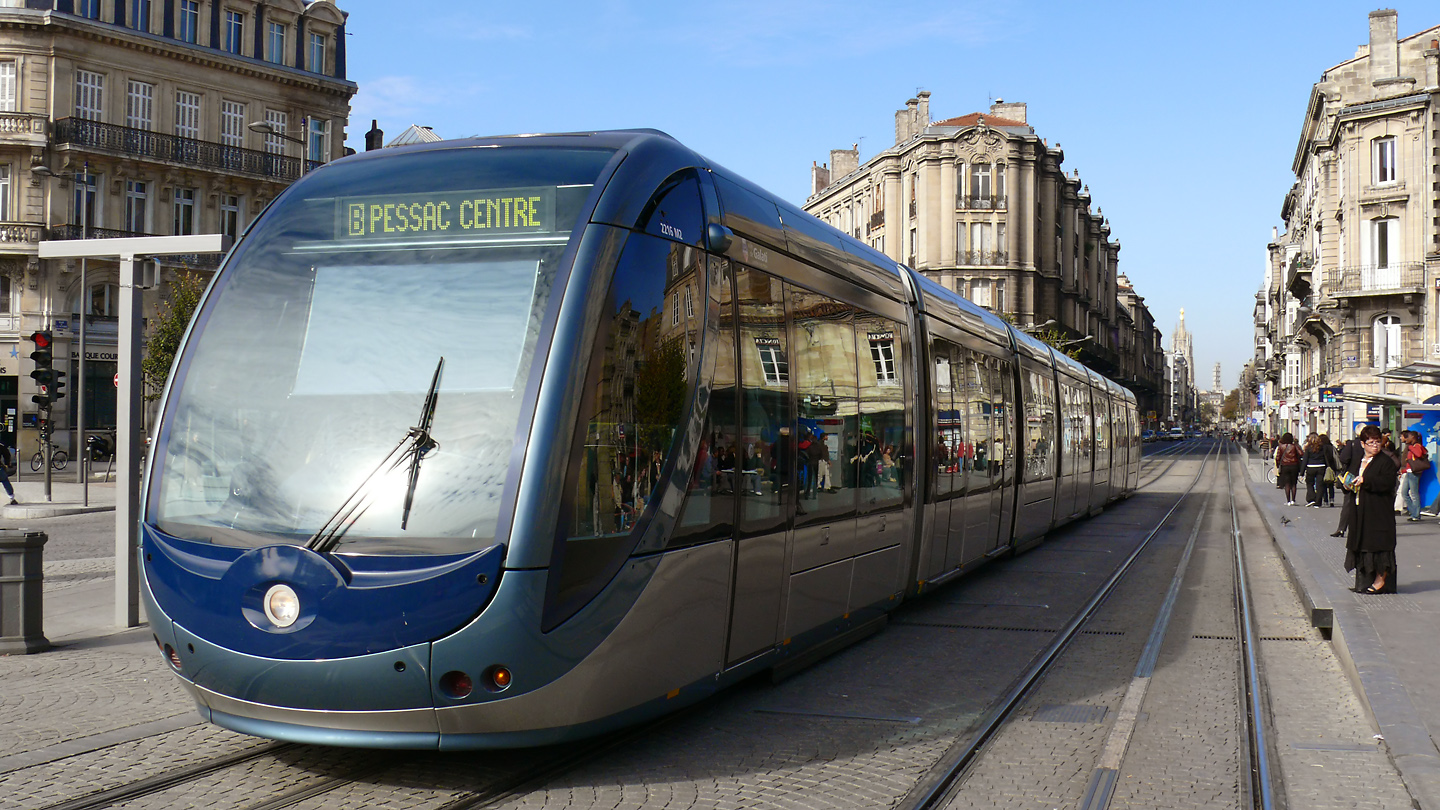
Citadis 402 a Bordeus (Línia B, Estació Victoire) amb alimentació per sòl APS.

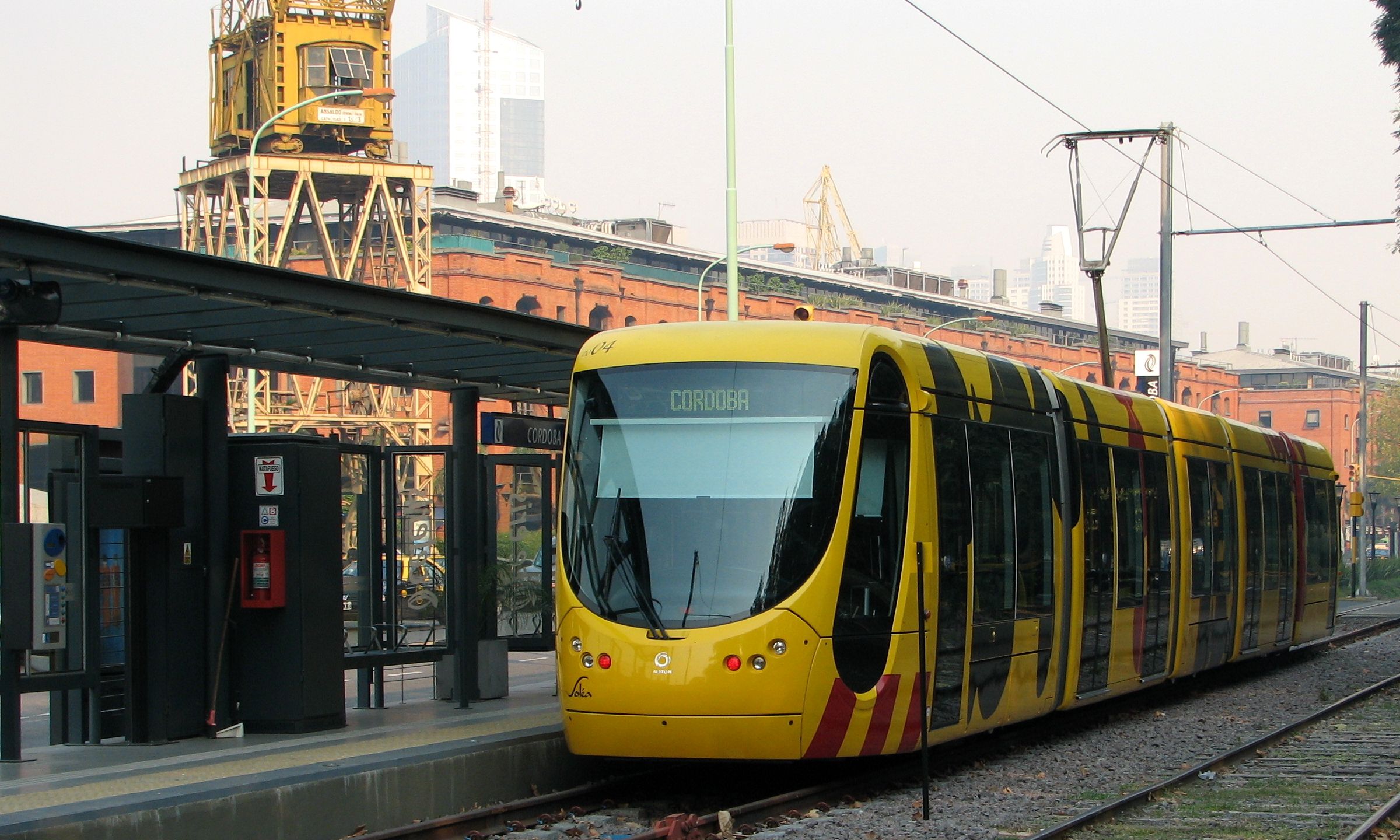
Citadis 302 del Tramvia de l'Est de Buenos Aires.

| Sèries | Mòduls | Pis baix | Sistemes |
| ------ | ------ | -------- | --- |
| 202    | Tres   | 100%     | Tramvia de Melbourne |
| 301    | Tres   | 70%      | Tramvia de Montpeller, Tramvia d'Orléans, Tramvia de Dublín |
| 302    | Cinc   | 100%     | Tram de Barcelona, Metro Lleuger de Madrid, Tramvia de Buenos Aires, Tramvia de Bordeus, Tramvia de Jaén, Tramvia de li Mans, Tramvia de Lió, Tramvia de Montpeller, Tramvia de Mulhouse, Tramvia de Múrcia, Tramvia de Orléans (2011), Tramvia de París, Tramvia de Parla, Tramvia de Reims, Tramvia de Tenerife, Tramvia de Tolosa de Llenguadoc, Tramvia de Valenciennes |
| 401    | Cinc   | 70%      | Tramvia de Montpeller |
| 402    | Set    | 100%     | Tramvia de Bordeus, Tramvia de Grenoble, Tramvia de París |
| 403    | Set    | 100%     | Tramvia d'Estrasburg |

### Configuracions
Gamma de tramvies de pis baix integral:
- Tres mòduls: longitud: 20 m, 140 passatgers: 40 asseguts, 100 dempeus
- Cinc mòduls: longitud: 30 m, 200 passatgers: 56 asseguts, 144 dempeus
- Set mòduls: longitud: 40 m, 300 passatgers: 70 asseguts, 230 dempeus

### Característiques tècniques
- Potència: 720 kW
- Velocitat màxima: 70 km/h

### Subsistemes i components
Convertidor de tracció asíncrona ONIX basat en tecnologia IGBT, alimenta els tramvies Citadis i el material rodant des de:
- L'electricitat subministrada per la catenària aèria
- APS a nivell del sòl

Sistema de «APS», (d'alimentació per sòl) consisteix en alimentació integrada en la plataforma tramviaria. Ja implantat amb gran èxit en el tramvia de Bordeus (França), permet que el tramvia Citadis recorri llargues distàncies sense catenària aèria.
- Bateries per a distàncies curtes

La tracció alimentada amb bateries és utilitzada en els Citadis niçards (França) per eliminar els cables aeris en trajectes curts inferiors a un quilòmetre.
- Volant d'inèrcia

A Rotterdam (Països Baixos), Alstom ha provat la seva tercera solució d'autonomia energètica Citadis: el volant d'inèrcia. Aquest sistema emmagatzema l'energia en seccions amb catenària per subministrar-la després en seccions sense catenària, que poden arribar a superar un quilòmetre. Gràcies a la recuperació de l'energia de frenat, es pot estalviar fins a un 30% d'energia de tracció.

## Citadis Dualis
El Citadis Dualis és un tipus de material rodant de tren tramvia construït per Alstom i derivat dels Citadis, desenvolupat al centre de producció d'Alstom de Valenciennes. La seva arquitectura de tramvia li permet circular en ciutat i les seves prestacions de tren li permeten circular a més de 100 km/h a la perifèria. El concepte de tren tramvia ja ha atret la SNCF (l'operador públic francès), que va col·locar una primera comanda en 2007, els primers trens Citadis Dualis hauran d'entrar en servei el gener de 2010 a la xarxa de Nantes i, al març de 2010, a la xarxa de Lió.
El concepte va ser desenvolupat inicialment a Alemanya, on Alstom ha posat en servei una xarxa de 122 km del seu model «Regi-Citadis» entre Kassel i Warburg, als Països Baixos entre l'Haia i Rotterdam, i una segona línia entre l'Haia i Zoetermeer. El model Regi Citadis ha estat substituït per Citadis Dualis, redissenyat per funcionar en la mateixa línia de trens regionals.

## Galeria

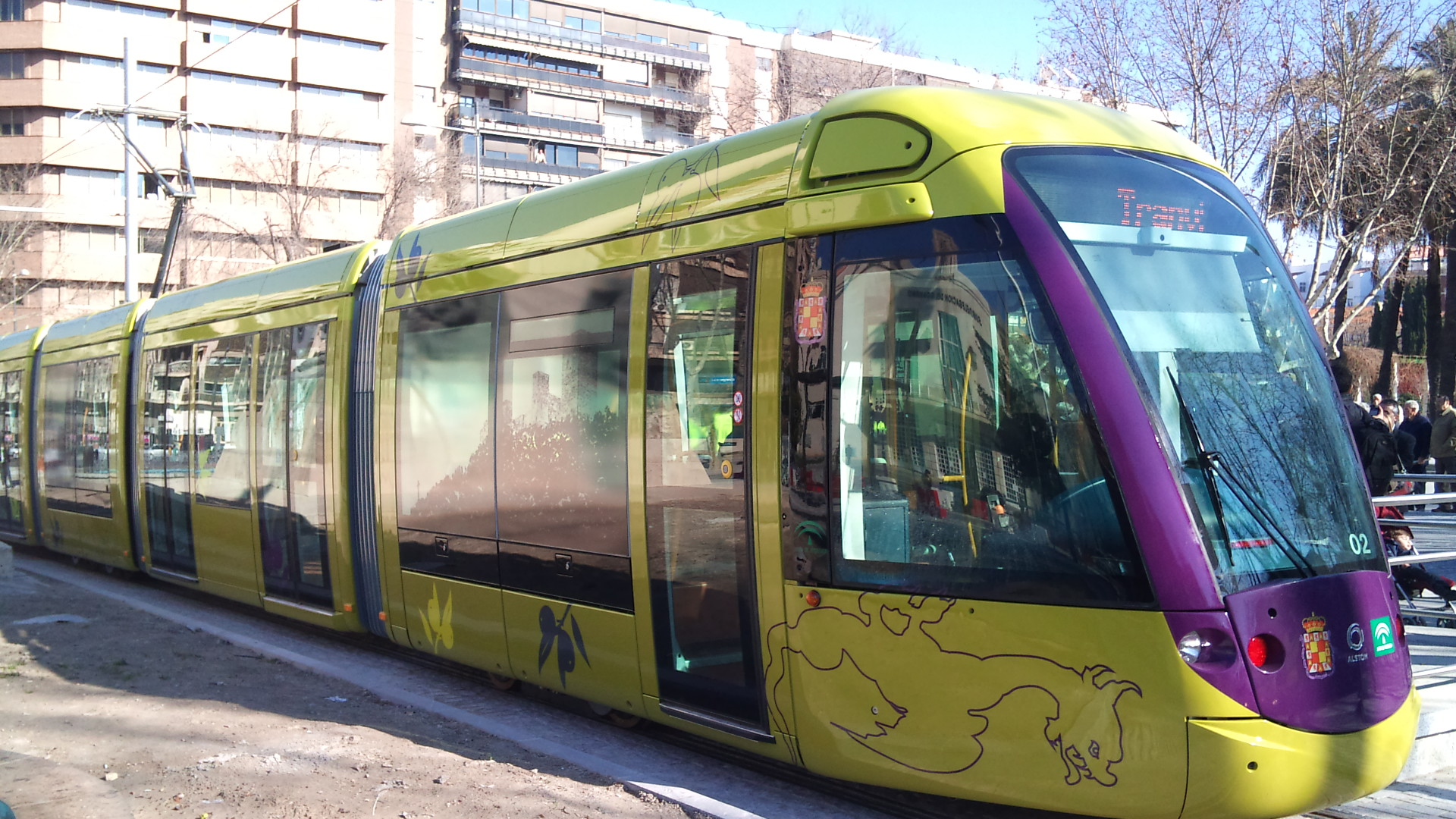
Citadis 302 a Jaén.
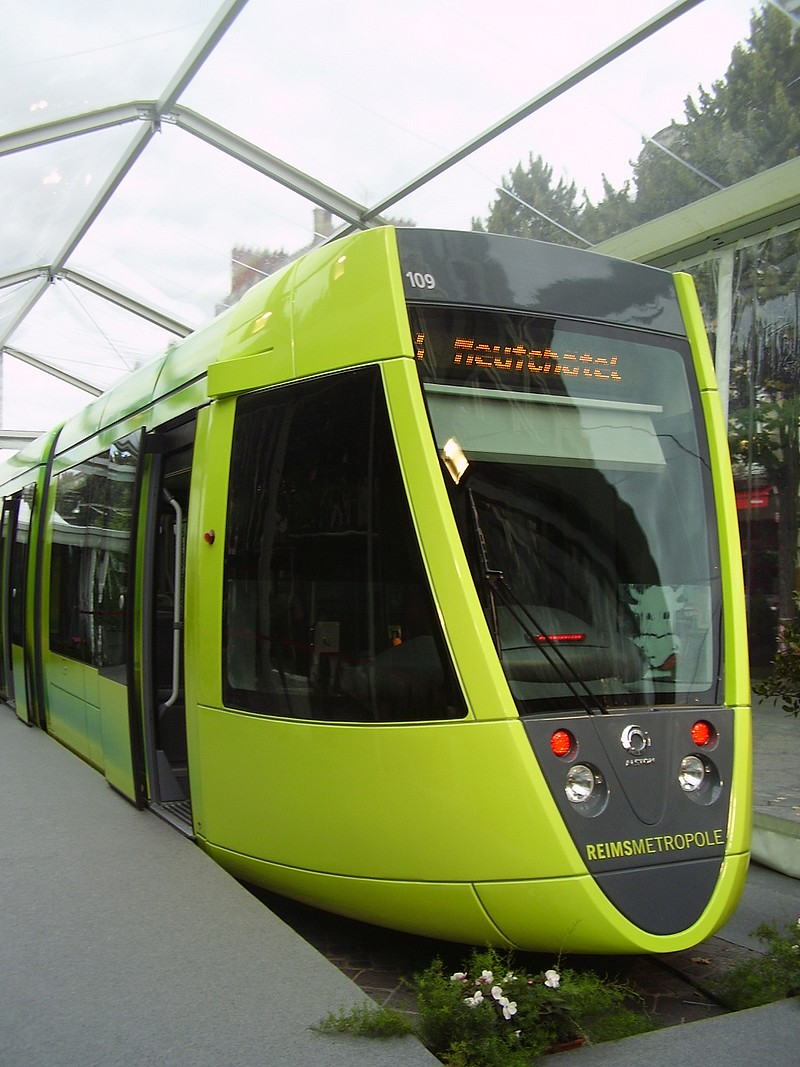
Maqueta grandària final de Tramway de Reims.
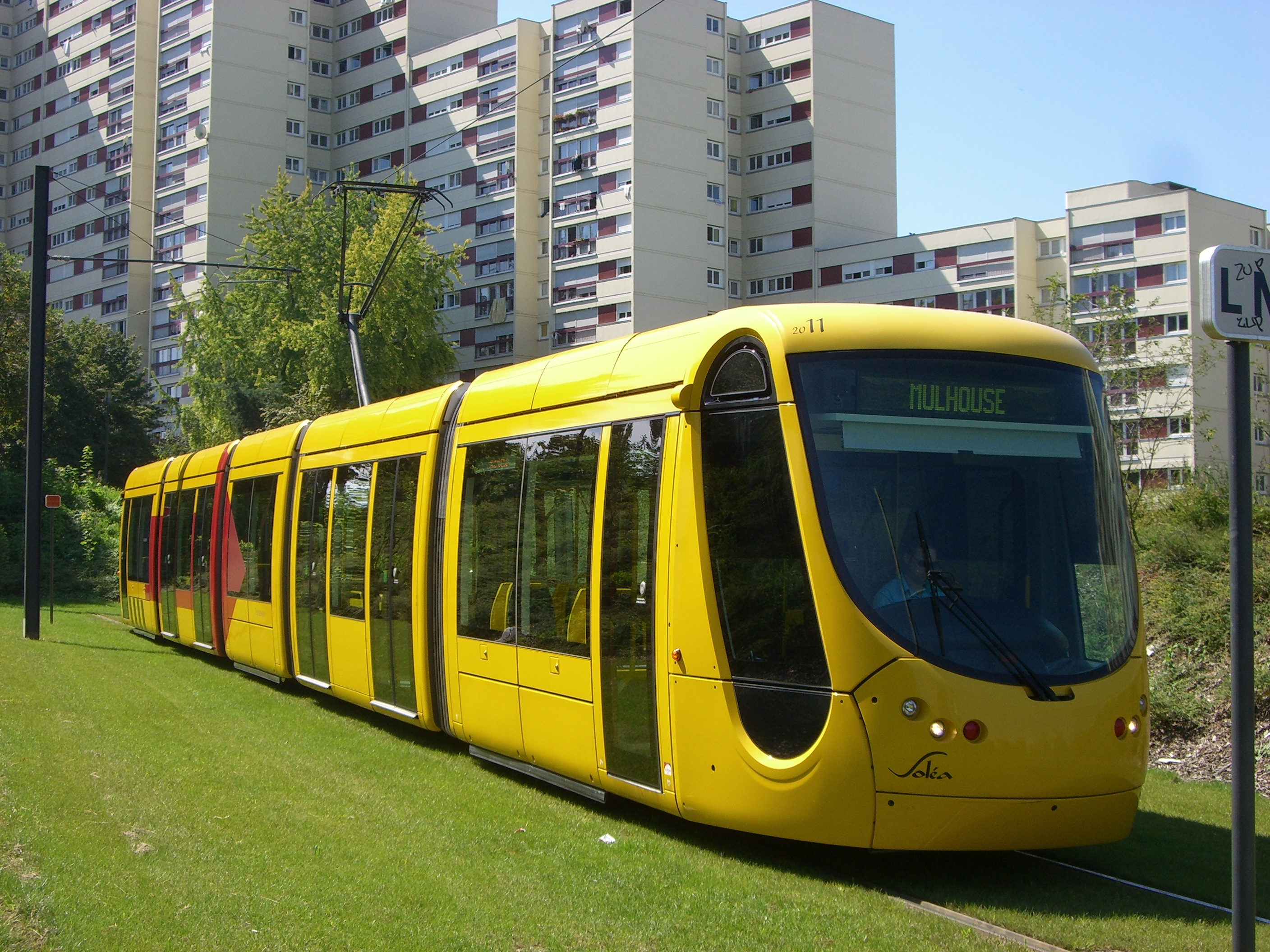
Mülhausen.
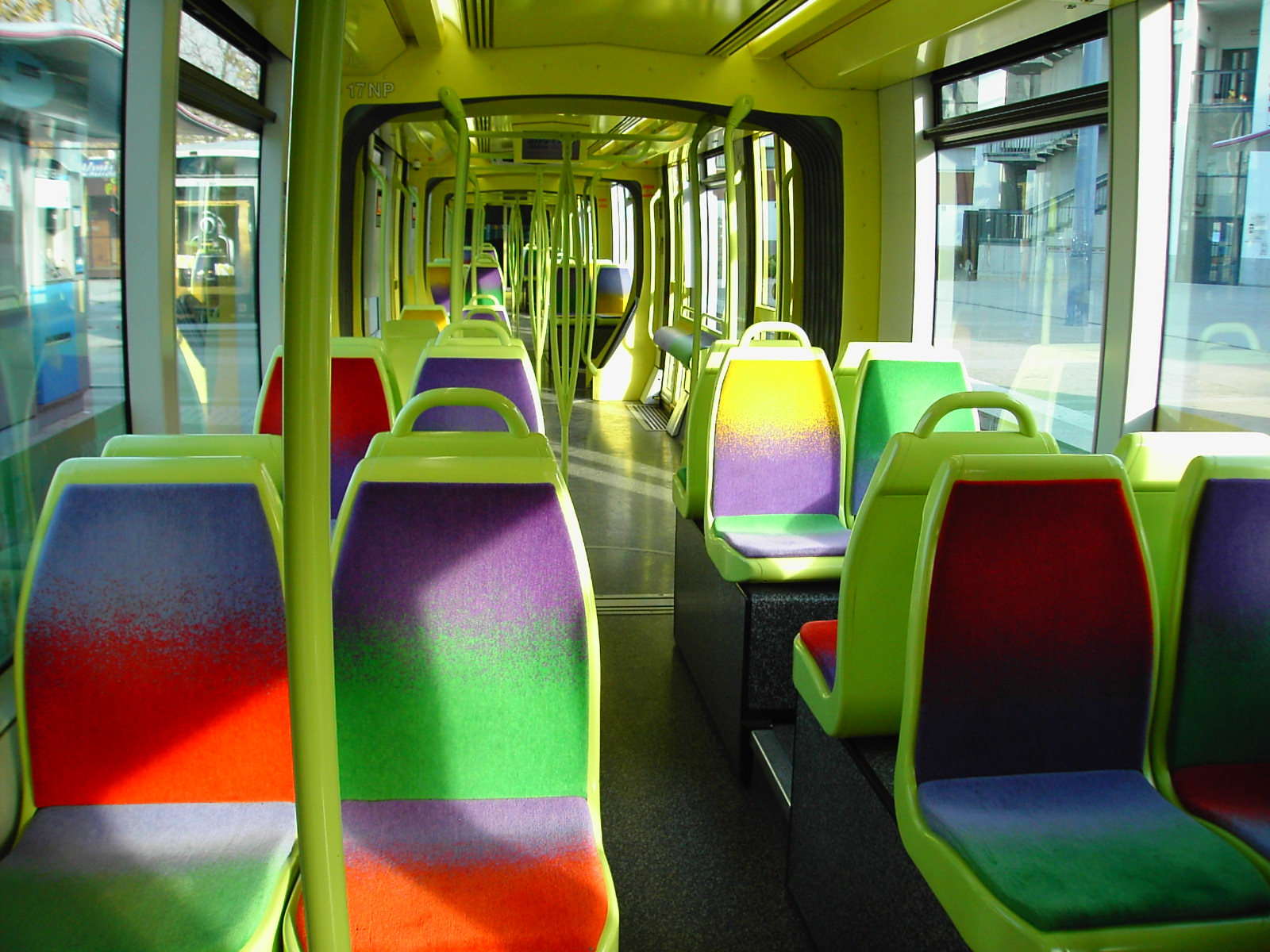
Interior Tramway de Grenoble.
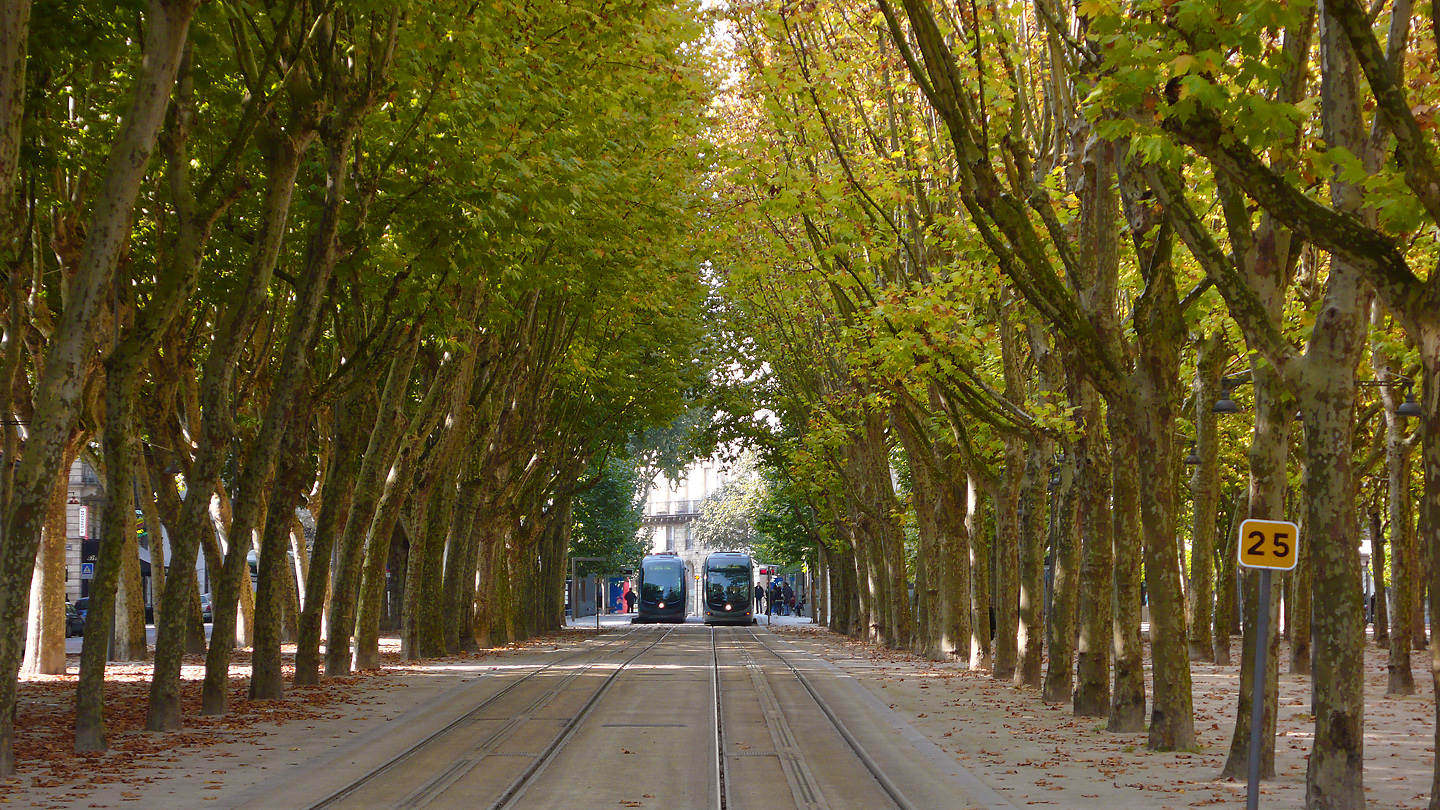
Dos Citadis 302 de la línia C a Quinconces Bordeus

## Sistemes al voltant del món
Algèria
- Alger: Tramvia d'Alger

Alemanya
- Kassel: RegioTram Kassel

Argentina
- Buenos Aires: Tramvia de l'Est

Austràlia
- Melbourne: Tramvia de Melbourne

Unió dels Emirats Àrabs
- Dubai: Safouh Yellow Line Tramway[4]

Espanya
- Barcelona: Tramvia de (Trambaix i Trambesòs)
- Jaén: Tramvia de Jaén
- Madrid: Metre Lleuger de Madrid
- Múrcia: Tramvia de Múrcia
- Parla: Tramvia de Parla
- Tenerife: Illes Canàries Tramvia de Tenerife

França
- Angers: Tramvia d'Angers
- Bordeus: Tramvia de Bordeus
- Estrasburg: Tramvia d'Estrasburg
- Grenoble: Tramvia de Grenoble
- Le Mans: Tramvia de le Mans
- Lió: Tramvia de Lió
- Montpeller: Tramvia de Montpeller
- Mulhouse: Tramvia de Mulhouse
- Niça: Tramvia niçard
- Orleans: Tramvia d'Orléans
- París: Tramvia de París
- Reims: Tramvia de Reims
- Tolosa de Llenguadoc: Tramvia de Tolosa de Llenguadoc
- Valenciennes: Tramvia de Valenciennes → en
- La Rochelle: (En prova una nova generació de tramvia experimental Citadis, línia de 1 km.)

Irlanda
- Dublín: Tramvia de Dublín

Israel
- Jerusalem:

el Marroc
- Rabat-Salé: Tramvia de Rabat-Salé

Països Baixos
- Rotterdam: RandstadRail
- la Haia : RandstadRail

Tunísia 
- Tunis:

Turquia 
- Istanbul: Tramvia d'Istanbul Línia T1[5]